# Dcheira El Jihadia
Dcheira El Jihadia (àrab: الدشيرة الجهادية, ad-Dxayra al-Jihādiyya; amazic estàndard marroquí: ⴷⵛⴰⵢⵔⴰ ⵍⵊⵉⵀⴰⴷⵉⵢⴰ, Dcayra Ljihadiya) és un municipi de la prefectura d'Inezgane-Aït Melloul, a la regió de Souss-Massa, al Marroc. Segons el cens de 2014 tenia una població total de 100.336 persones. Es troba 10 kilòmetres al sud d'Agadir